# Фриц Диц
Фриц Диц (на немски: Fritz Diez) (27 февруари 1901 г., Майнинген, Германия – 19 октомври 1979 г., Ваймар, ГДР) е немски (източногермански) актьор, работещ в студиото DEFA. Той е широко известен на съветската публика като изпълнител на ролята на Адолф Хитлер.

## Биография
През 1967 г. той играе Хитлер едновременно в два филма, включително „Замръзнала мълния“, който излиза в съветското кино.
Именно на Диц му е предложена ролята на Хитлер в голям филмов проект, обхващащ пет филма – съветският епос „Освобождение“. Диц отказал, защото смята, че ще бъде заложник на една роля. Особено някой като Адолф Хитлер.
Твърд антинацист, Диц емигрира от Германия. Третия райх той възползва от отварянето на границите преди Олимпийските игри в Берлин през 30-те години на 20 век и в крайна сметка се установява в Швейцария. Той живе охолно, но след войната решава да се върне в родния си Майнинген, в Тюрингия (тогава ГДР). Диц е ръководител на партийната организация на актьорите от Германската демократична република. Той се уморява от ролята на Хитлер, която също играе в театъра си. Не без личната намеса на Ерих Хонекер, който с големи трудности успява да убеди актьора да работи.
По-късно актьорът продължава тази тенденция в телевизионния сериал на Татяна Лиознова „Седемнадесет мига от пролетта“, а също и във „Войници на свободата“. Юрий Озеров планира участието му в „Битката за Москва“, която е  осъществена по-късно. Смъртта на Фриц Диц през 1979 г. осуетява тези планове. В резултат на това в „Битката за Москва“ ролята на Хитлер е изиграна от друг немски актьор, Ахим Петри.

## Награди
- Почетен член на театър „Майнинген“.
- Почетен гражданин на град Майнинген (1979).

## Филмография
| От   | Заглавие                               |
| ---- | -------------------------------------- |
| 1995 | Великият командир Георгий Жуков        |
| 1980 | Glück im Hinterhaus                    |
| 1977 | Soldiers of Freedom                    |
| 1974 | Neues aus der Florentiner 73           |
| 1973 | Der wunderbare Schatz                  |
| 1973 | Seventeen Moments of Spring            |
| 1972 | Der Staatsanwalt hat das Wort          |
| 1972 | Hooray! We Have a Vacation!            |
| 1971 | Освобождение: Последният щурм          |
| 1971 | Освобождение: Битката за Берлин        |
| 1970 | Tscheljuskin                           |
| 1970 | Liberation: Direction of the Main Blow |
| 1970 | Освобождение: Пробив                   |
| 1970 | Освобождение: Огнена дъга              |
| 1968 | Rote Bergsteiger                       |
| 1968 | I, Justice                             |
| 1967 | Marketa Lazarová                       |
| 1967 | Frozen Flashes                         |
| 1966 | Der Staatsanwalt hat das Wort          |
| 1966 | Flucht ins Schweigen                   |
| 1963 | Carbide and Sorrel                     |
| 1963 | Carl von Ossietzky                     |
| 1963 | Der Teufelstaler                       |
| 1963 | Ein Mann und sein Schatten             |
| 1962 | Die Nacht an der Autobahn              |
| 1961 | Zwei Ziegen                            |
| 1961 | Da helfen keine Pillen                 |
| 1960 | Five Cartridges                        |
| 1960 | Die Entscheidung des Dr. Ahrendt       |
| 1960 | Zu jeder Stunde                        |
| 1959 | The Punch Bowl                         |
| 1959 | Musterknaben                           |
| 1959 | SAS 181 antwortet nicht                |
| 1959 | Ware für Katalonien                    |
| 1959 | Im Sonderauftrag                       |
| 1956 | Thomas Müntzer                         |
| 1955 | Ernst Thälmann                         |
| 1953 | Jacke wie Hose                         |
| 1952 | Schatten über den Inseln               |